# العلاقات التركية الكرواتية
العلاقات التركية الكرواتية هي العلاقات الثنائية التي تجمع بين تركيا وكرواتيا.

## مقارنة بين البلدين
هذه مقارنة عامة ومرجعية للدولتين:
| وجه المقارنة                                              | تركيا         | كرواتيا                                                  |
| --------------------------------------------------------- | ------------- | -------------------------------------------------------- |
| المساحة (كم2)                                             | 783.56 ألف    | 56.59 ألف                                                |
| عدد السكان (نسمة)                                         | 80.14 مليون   | 4.11 مليون                                               |
| الكثافة السكانية (ن./كم²)                                 | 102.28        | 72.63                                                    |
| العاصمة                                                   | أنقرة         | زغرب                                                     |
| اللغة الرسمية                                             | اللغة التركية | اللغة الكرواتية                                          |
| العملة                                                    | ليرة تركية    | كونا كرواتية                                             |
| الناتج المحلي الإجمالي (بليون دولار)                      | 851.10 مليار  | 54.85 مليار                                              |
| الناتج المحلي الإجمالي (تعادل القوة الشرائية) بليون دولار | 1.57 تريليون  | 94.64 مليار                                              |
| الناتج المحلي الإجمالي الاسمي للفرد دولار أمريكي          | 9.12 ألف      | 11.54 ألف                                                |
| الناتج المحلي الإجمالي للفرد دولار أمريكي                 | 19.79 ألف     | 21.64 ألف                                                |
| مؤشر التنمية البشرية                                      | 0.761         | 0.818                                                    |
| رمز المكالمات الدولي                                      | +90           | +385                                                     |
| رمز الإنترنت                                              | .tr           | .hr                                                      |
| المنطقة الزمنية                                           | ت ع م+03:00   | توقيت وسط أوروبا، ت ع م+01:00، ت ع م+02:00، أوروبا/زغرب ‏ |

## مدن متوأمة
في ما يلي قائمة باتفاقيات التوأمة بين مدن تركية وكرواتية:
- ترتبط هكاري مع دوبروفنيك باتفاقية توأمة.
- ترتبط أنطاليا مع سبليت باتفاقية توأمة منذ 15 مايو 2008.[16][16][17][18]
- ترتبط إزمير مع سبليت باتفاقية توأمة منذ 1993.[19][19][19][19]
- ترتبط أماسية مع زغرب باتفاقية توأمة.

## منظمات دولية مشتركة
يشترك البلدان في عضوية مجموعة من المنظمات الدولية، منها:
| علم المنظمة | اسم المنظمة                               | تاريخ انضمام تركيا | تاريخ انضمام كرواتيا |
| ----------- | ----------------------------------------- | ------------------ | -------------------- |
|             | وكالة ضمان الاستثمار متعدد الأطراف        | 3 يونيو 1988       | 19 مارس 1993         |
|             | الأمم المتحدة                             | 24 أكتوبر 1945     | 22 مايو 1992         |
|             | الفريق المعني برصد الأرض                  | ?                  | ?                    |
|             | مركز تنسيق الحركة في أوروبا ‏              | ?                  | ?                    |
|             | منظمة حظر الأسلحة الكيميائية              | ?                  | ?                    |
|             | منظمة التجارة العالمية                    | 26 مارس 1995       | ?                    |
|             | منظمة الشرطة الجنائية الدولية             | ?                  | ?                    |
|             | منظمة الأمن والتعاون في أوروبا            | 25 يونيو 1973      | 24 مارس 1992         |
|             | مؤسسة التنمية الدولية                     | 22 ديسمبر 1960     | 25 فبراير 1993       |
|             | حلف شمال الأطلسي                          | 18 فبراير 1952     | 1 أبريل 2009         |
|             | يونسكو                                    | 4 نوفمبر 1946      | 1 يونيو 1992         |
|             | مجلس أوروبا                               | 9 أغسطس 1949       | ?                    |
|             | الاتحاد البريدي العالمي                   | ?                  | ?                    |
|             | البنك الدولي للإنشاء والتعمير             | 11 مارس 1947       | 25 فبراير 1993       |
|             | اتفاقية السماوات المفتوحة                 | ?                  | ?                    |
|             | المنظمة الهيدروغرافية الدولية             | ?                  | ?                    |
|             | الاتحاد الدولي للاتصالات                  | 1866               | 3 يونيو 1992         |
|             | مؤسسة التمويل الدولية                     | 19 ديسمبر 1956     | 25 فبراير 1993       |
|             | المنظمة الأوروبية لسلامة الملاحة الجوية   | 1989               | 1997                 |
|             | المركز الدولي لتسوية المنازعات الاستشارية | 2 أبريل 1989       | 22 أكتوبر 1998       |
|             | مجموعة أستراليا                           | 2000               | 2007                 |
|             | مجموعة الموردين النوويين                  | ?                  | ?                    |

## أعلام
هذه قائمة لبعض الشخصيات التي تربطها علاقات بالبلدين:
- بانو ألكان (ممثلة تركية، 1 أبريل 1959 – )

## وصلات خارجية
- موقع وزارة الخارجية التركية
- موقع وزارة الخارجية الكرواتية